# Хайнрих Горди
Хайнрих Горди (на немски: Heinrich der Stolze; * 1102 или 1108; † 20 октомври 1139, Кведлинбург) от род Велфи, е от 1126 до 1138 г. херцог на Бавария като Хайнрих X и от 1137 до смъртта си 1139 г. като Хайнрих II херцог на Саксония. Освен това той е маркграф на Тусция (Тоскана). През 1138 г. е кандидат за избор за римско-немски крал.

## Живот
Произлиза от фамилията Велфи. Син е на Хайнрих Черния (херцог на Бавария) и Вулфхилда Саксонска от род Билунги. По-голям брат е на Велф VI.
Хайнрих Горди се жени на 29 май 1127 г. за Гертруда Саксонска (Суплинбурги), единствената дъщеря на император Лотар III и Рихенза Нортхаймска. Хайнрих Горди има с Гертруда син Хайнрих Лъв.
Той подкрепя император Лотар III в борбата му против Хоенщауфените и го придружава през 1136/1137 г. във втория му поход му в Италия. Хайнрих получава от Лотар Маркграфство Тоскана (Тоскана), а от папата земите на Матилда Тосканска. Лотар го прави свой наследник.
След смъртта на тъста му († 4 декември 1137) Хайнрих Горди става също херцог на Саксония. Той се гордее след това, че неговите имения се простират от Дания до Сицилия („A mari usque ad mare, id est a Dania usque in Siciliam“). Въпреки това Хайнрих не е избран за император, а Конрад III от Хоенщауфените. Хайнрих отказва да поздрави новия крал и Конрад дава Бавария на Леополд IV от Австрия, а Саксония на Албрехт Мечката. Хайнрих побеждава всички нападнали го в Саксония, но умира внезапно на 20 октомври 1139 г. в Кведлинбург. Той е погребан до неговите тъст Лотар III и тъстата му Рихенза Нортхаймска в императорската базилика Кьонигслутер.
След смъртта на Хайнрих през 1139 г. Гертруда се омъжва на 1 май 1142 г. за втори път за Хайнрих Язомиргот (Бабенберги), маркграф на Австрия († 1177).